# 328 г. пр.н.е.
328 (триста двадесет и осма) година преди новата ера (пр.н.е.) е година от доюлианския (Помпилийски) римски календар.

## Събития

### В Македонската империя
- Александър Велики покорява Согдиана.
- По време на голямо пиршество Клит Черния изказва несъгласието си с ласкателствата на царските придворни, които придават божествен статут на царя, а унизяват други от македонската му свита и използва цитат от „Андромаха“ на Еврипид, който силно засяга Александър. В миг на извънконтролен гняв Александър грабва копие и смъртоносно пронизва Клит, след което веднага е залят от силно чувство на разкаяние, което продължава в следващите три дни и предизвиква тревоги у приближените му и войниците, което вероятно води и до официалното му оневиняване за убийството от страна на войската.[1]
- Согдианкият бунт срещу македонците е смазан, а изтъкнатият негов водач Спитамен е убит от собствените си съюзници, които изпращат главата му на Александър.[1]
- Бактрия и Согдиана са поставени под командването на сатрапа Аминта, който е поддържан и от голяма мрежа военни колонии издържани от местната земеделска работна сила.[1]

### В Римската република
- Консули са Публий Плавций Прокул и Публий Корнелий Скапула.
- Основана е латинска колония във Фрегеле, в бивша територия на самнитите, което буди тяхното недоволство.[2][3]

## Починали
- Клит Черния, македонски военачалник и приятел на Александър (роден 375 г. пр.н.е.)
- Еригий, военачалник на Александър
- Спитамен, согдиански благородник и противник на Александър (роден 370 г. пр.н.е.)